# 임흥순
임흥순(任興淳, 1895년~1971년 12월 14일)은 대한민국의 정치인이다. 제2·3대 국회의원, 서울특별시장을 지냈다. 임흥순은 대한제국 한성부 출생이다. 9.28 사건(장면 부통령 암살 미수 사건)의 주범 중 한 명으로, 서울시장 재직 중 자유당의 이기붕의 사주를 받아 민주당 소속의 장면 부통령을 최훈 등 5인으로 하여금 피격하게 하고 민주당 내부 인사의 소행인것처럼 꾸몄던 인물이다.

## 약력
보성고등보통학교를 졸업하였으며 광복 후 대한금융조합연합회 간사로 일하다가 1950년 제2대 국회의원에 당선되었다. 1952년 5월 26일 부산 정치 파동 때, 국제공산당 관련 혐의로 체포되기도 하였다. 1953년 민의원 국방위원장이 되었으며 1954년 다시 제3대 민의원의원에 당선되었다. 1956년 자유당에 입당하였으며 자유당 총무부장·중앙집행위원회간사장·중앙상임위원회의장을 거쳤다. 1958년 대한축구연맹회장을 맡았고, 1959년에는 서울시장이 되었다. 그의 재직 기간 동안 청계천 암거공사와 용산구∼성동구∼동대문구∼성북구 ∼의정부간 순환도로 건설을 추진하고, 1960년 아시아 축구대회에 대비하여 효창운동장에 축구장을 개설하였으며, 4개 보건소 청사 신축 및 공중변소 공동우물, 공중목욕탕을 증설하였다. 기타, 성동구동회 연합회장도 맡았다. 4·19 혁명 이후 정계에서 떠났다.

## 사후
- 2002년 민족정기를 세우는 국회의원모임과 광복회 공동 발표의 친일파 708인 명단 중 기타 부문 수록
- 2008년 민족문제연구소 발표의 친일인명사전 수록예정자 명단 중 지역유력자 부문 수록

## 역대 선거 결과
|  | 41.98% |

|  | 55.50% |

|  | 29.53% |